# 공정초등학교
공정초등학교는 대한민국 전라북도 무주군 안성면 칠연로 338 (공정리)에 있었던 초등학교이다.

## 연혁
- 1963년 3월 1일 신안성국민학교 공정분교장 설립인가
- 1967년 3월 1일 공정국민학교 승격 인가
- 1996년 3월 1일 공정초등학교로 개칭
- 1997년 3월 1일 신안성초등학교로 통폐합